# Simon Lundgren
Simon Lundgren, född 5 januari 1898 i Åbyggeby, Hille församling, Gävleborgs län, död ogift 9 februari 1981 i Sandviken, var en svensk friidrottare (långdistanslöpare). Han tävlade för Gävle SGF och vann SM-guld i maratonlöpning år 1931.

### Fotnoter
1. ↑  Ingrid Kärrström. ”Svensk mästare från Åbyggeby”. Hillebygden nr 2, 1996. Arkiverad från originalet den 4 november 2016. https://web.archive.org/web/20161104010753/http://www.hillehembygd.se/artiklar/Svensk_mastare_fran_Abyggeby_1996.pdf. Läst 19 juli 2012.
2. 1 2  Sveriges Dödbok 1901–2009, DVD-ROM, Version 5.00, Sveriges Släktforskarförbund (2010).